# Neolophonotus xanthodasus
Neolophonotus xanthodasus là một loài ruồi trong họ Asilidae. Neolophonotus xanthodasus được Londt miêu tả năm 1988. Loài này phân bố ở vùng nhiệt đới châu Phi.